# 論証ブロックカード
論証ブロックカード（ろんしょうブロックカード）とは、日本の司法試験などの法学の勉強方法の一つで、論点とよばれる法学上のポイントごとに論じる内容をカードに用意し、それの記憶・活用を容易にさせようとするものである。
別名論証パターン、論点ブロックカードとも言う。

## 概要
現在、司法試験予備校の一つである伊藤塾の塾長、伊藤真がLEC時代に考案し司法試験受験界に広めたとされる。法学には、論者によって考え方が分かれる
「論点」があるため、各論点の論証をあらかじめ準備し、受験生がそれを暗記して、本試験の答案に記載するという方法論の一つの道具として用いられた。もともとは各受験生が各自の論証を用意し、それを利用するという方法が本筋として考えられていたが、予備校が事前に準備した典型的な内容をそのまま用いる例がよく見られる。

## 効用と弊害
暗記の効率化、本試験中の時間削減に資するという効用がある。しかし、答案がどれも似通ったものとなり、自分の頭で考えていないものと、司法試験の試験委員経験者などに批判されている。この方法論への反射作用として、司法試験の出題において、典型的な論点に着目する問題が減って基礎的・全般的な内容を問う問題が増えたり、あえて、既存の論点とみせかけて、実は異なるという技巧的な出題が用いられたりするようになったと言われる。加えて、法科大学院が設置される際の理由の一つに司法試験予備校の弊害が語られ、その中でも特に槍玉に挙げられた方法論の一つである。
1. ↑  伊藤の本の記載による。岩崎茂雄からのメッセージ(2001年2月10日)によると『「ブロックカード」始めて世に出した時の作成者は、第一次的には、LECの有能なスタッフであり、それを専任講師がチャック（引用者注：原文ママ）し監修したのであり、LECは、特定の個人が作った「ブロックカード」を世に出したことは』ないとある。（後者の場合でも当時同校の専任講師であった伊藤が携わったのは間違いないといえる）